# Aeonium castello-paivae
Aeonium castello-paivae Bolle, es una especie de planta tropical con hojas suculentas perteneciente al género Aeonium en la familia Crassulaceae.

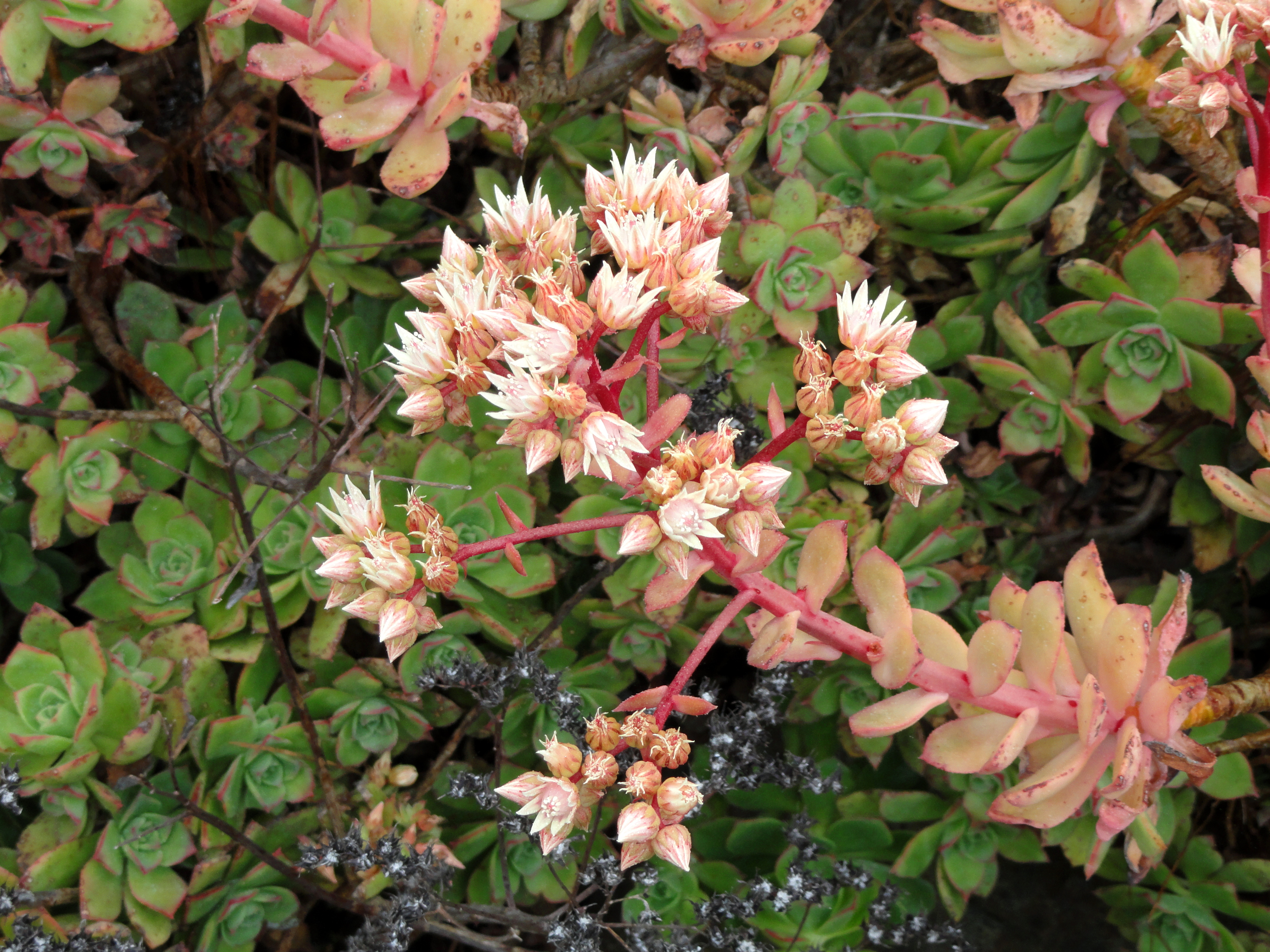
Inflorescencias

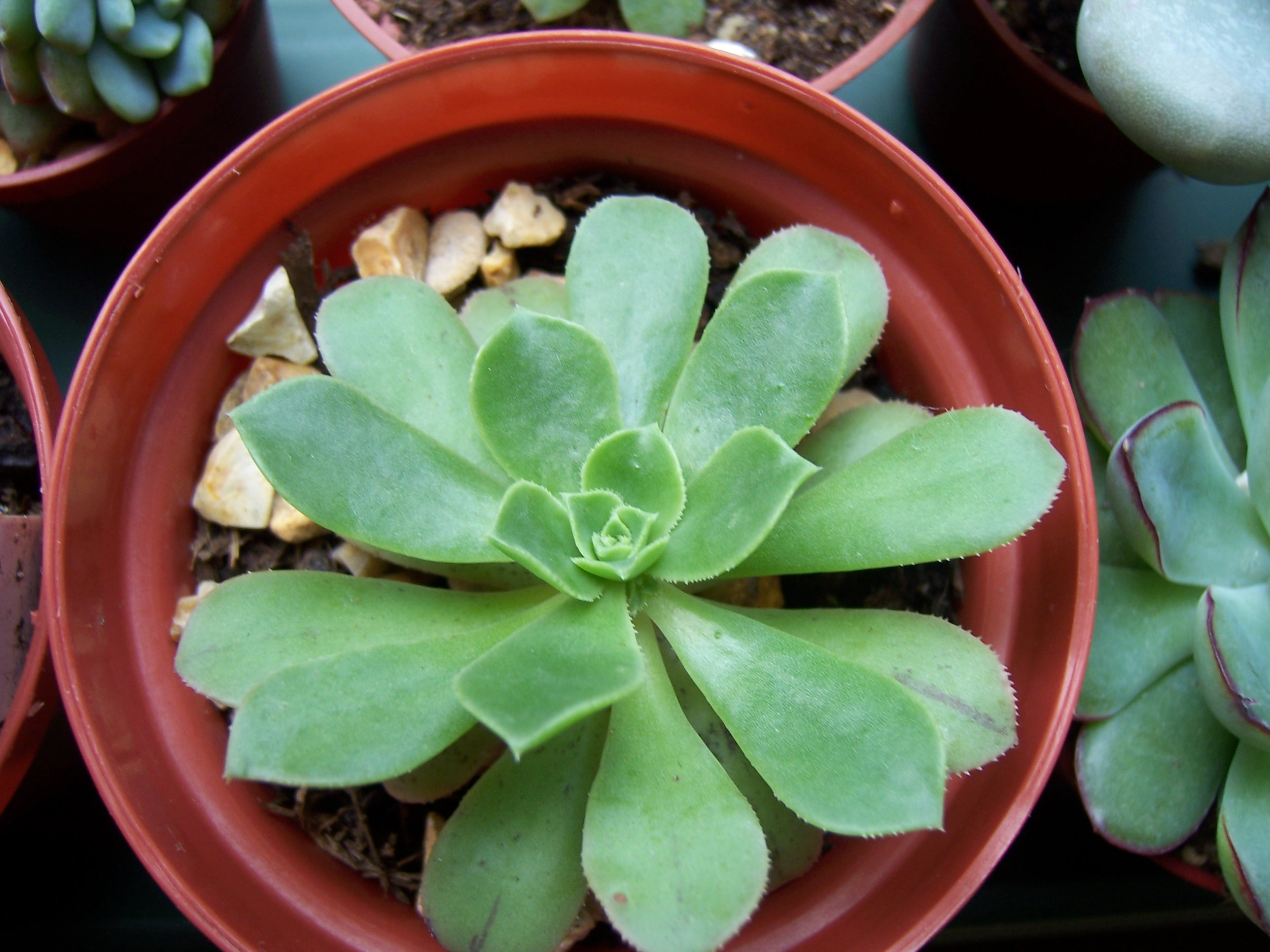
Como planta ornamental

## Descripción
Pertenece al grupo de especies arbustivas ramificadas. Las flores son de color blanco-verdoso.  Las hojas son obovado-espatuladas, glabras, de color verde pálido a verde amarillento, normalmente variegadas con rayas rojizas, y dispuestas en rosetas pequeñas, de 3-7 cm de diámetro, con las hojas internas más o menos erectas.

## Distribución geográfica
Aeonium castello-paivae es un endemismo de La Gomera en las Islas Canarias.

## Taxonomía
Aeonium castello-paivae fue descrita por  Carl Bolle  y publicado en Bonplandia 7: 240. 1859
Etimología
Ver: Aeonium
castello-paivae: especie dedicada al portugués, Barón do Castello de Paiva.
Sinonimia
- Aeonium gomeraeum Webb ex Christ
- Aeonium paivae (Lowe) Lam.
- Sempervivum castello-paivae (Bolle) Christ
- Sempervivum paivae Lowe[3][4]

## Nombres comunes
Se conoce como "bejequillo gomero".